# Baju Rantai
Die Baju Rantai, auch Badjoe-Rante, Baju Besi, Baju Rante, Wadjoe-Rante, Waju Rante, ist eine Rüstung aus Indonesien.

## Beschreibung
Die Baju Rantai ist eine Kettenrüstung, die in der Form eines Hemdes gearbeitet ist. Sie besteht aus kleinen, eisernen Ringen. Sie hat keinen Kragen und hat Ärmel die etwa bis zum Ellenbogen reichen. Das untere Ende liegt etwa in der Höhe der Oberschenkel. Die einzige Abbildung die von der Baju Rantai erhältlich ist gleicht eher einem Schuppenpanzer. Sie wird jedoch eindeutig als Kettenrüstung beschrieben. Sie wird von Ethnien in Indonesien benutzt.